# Grupa tyniecka
Grupa tyniecka – grupa epoki żelaza okresu lateńskiego. Stanowiska tej kultury datowane są od 200 roku p.n.e. do przełomu er. Nazwę wzięła od eponimicznego stanowiska Tyniec pod Krakowem. Grupa ta utożsamiana jest z Celtami.
Obszar występowania:
- Małopolska na górną Wisłą, okolice Krakowa po Nidę i Rabę, oraz tereny nad górnym Sanem

Chronologia:
- datowane są od 200 roku p.n.e. do przełomu er
- III wiek p.n.e. (okres La Tène B2) – wyłącznie pojedyncze zabytki.
- La Tène C1 – stałe osadnictwo, odkryto dwa groby książęce wojowników w Iwanowicach.
- większość materiałów zwłaszcza w okresie późniejszym niż La Tène C1 znana z osad.

Osadnictwo (wydzielamy 3 fazy):
- faza I: naczynia z gliny z dużą ilością grafitu, prawdopodobnie importowanego z Czech. Najważniejsze stanowiska tego okresu to Pełczyska, Kraków-Wyciąże, Kraków-Pleszów, Dalewice.
- faza II: ceramika lepiona ręcznie, podobna do tej wytwarzanej przez ludność kultury przeworskiej, jednocześnie występowała ceramika celtycka: siwa robiona na kole z gliny ilastej oraz ceramika z pierwszej fazy.
- faza III: ceramika bardzo dobrej jakości, cienkościenna, robiona na kole, malowana.

Gospodarka:
- wysoko rozwinięta kultura gospodarcza
- dobrze rozwinięta produkcja garncarska co poświadczone jest odkryciami pieców kopułowych w Krakowie
- dobrze rozwinięta metalurgia poświadczona odkryciami kawałków żużli oraz pieców w Krakowie-Wyciążu oraz Krakowie-Krzesławicach. W produkcji żelaza posługiwano się umiejętnością nawęglania.
- lokalne emisje monet (odkryto formy do kształtowania) naśladujące statery muszlowe, określane są jako typ krakowski, a datowane są na I w. p.n.e. Najważniejsze stanowiska: Gorzów koło Oświęcimia oraz Kryspinów koło Krakowa.